# Sarah Zelenka
Sarah Zelenka (Park Ridge, 8 de junio de 1987) es una deportista estadounidense que compitió en remo.
Ganó una medalla de oro en el Campeonato Mundial de Remo de 2011, en la prueba de cuatro sin timonel. Participó en los Juegos Olímpicos de Londres 2012, ocupando el cuarto lugar en la prueba de dos sin timonel.

## Palmarés internacional
| Campeonato Mundial | Campeonato Mundial | Campeonato Mundial | Campeonato Mundial |
| Año                | Lugar              | Medalla            | Prueba             |
| ------------------ | ------------------ | ------------------ | ------------------ |
| 2011               | Bled (Eslovenia)   | Medalla de oro     | Cuatro sin timonel |